# Urbs
El término latino urbs (-is, femenino, del que deriva la palabra "urbe") designa propiamente a la ciudad latina por antonomasia, es decir, el espacio físico construido o conjunto de edificios, calles e infraestructuras, que «se extiende y se renueva sin cesar,» es decir, «la estructura material de la ciudad.»; la civitas entendida como «una unidad territorial, jurídica, económica y religiosa, dotada de cierta autonomía, aunque controlada por el poder central y en la que cobra un papel fundamental para la población el hecho de ser ciudadano», es decir, «el espacio de los ciudadanos que construyen social y culturalmente la ciudad», la «realidad social constituida por los ciudadanos que viven en la ciudad» con su propio límite sagrado, el pomerium, y por tanto, consagrada a los dioses.

## Descripción
La presencia de este recinto sagrado —en latín pomerium—, la distingue del oppidum, es decir, la simple ciudad fortificada, desprovista de las prerrogativas religiosas y políticas de la urbe. El recinto, originado a partir de la fundación del centro, acompañada por ceremonias religiosas mediante las que se trazaba un surco sagrado (pomerium), en torno al cual, se erigían las murallas, delimitaba así un área interna destinado a la vida civil y un área externa, destinada a funciones militares. Dentro del pomerium, el ciudadano era realmente un cives, con todos sus derechos y prerrogativas, pero con la prohibición de llevar armas, mientras que fuera, podía convertirse en miles, guerrero al servicio de la ciudad, con sujeción a normas más restrictivas. La parte sacralizada de la ciudad era asignada como espacio para funciones religiosas y políticas, y para vivienda.
Tampoco se debe confundir con la polis, que designa a una ciudad en sentido amplio, es decir, la villa y el territorio o área metropolitana que le está asociado. 
En el sistema de ciudades latinas, las urbes eran ciudades-estado con funciones políticas y religiosas en torno al cual giraban los oppida. Después, con la expansión del estado romano, fue Roma la que asumió el papel de urbs por excelencia, en cuanto a ciudad primordial del Imperio romano. Así, cuando se utiliza con mayúscula, la "Urbs" designa «la ciudad de las ciudades», es decir, Roma. 
La Roma antigua contaba con el área urbana estrictamente definida, la Urbs Roma y las áreas rurales adscritas, las Ager Romanus. Con el aumento de la población de Roma, sus habitantes desbordarían la muralla y el pomerium, para establecerse en los alrededores. Sería Augusto quien en el año 8 a. C. dividiría la Urbs Roma en catorce regiones, que se conservarían durante todo el Imperio.